# 박선호 (1934년)
박선호(朴善浩, 1934년 2월 3일 ~ 1980년 5월 24일)은 대한민국 중앙정보부 의전과 과장이다. 해병대 예비역 대령으로, 10·26 사건 당시 김재규와 함께 박정희 시해 사건의 모든 과정에서 중요한 역할을 하여 사형이 집행된 인물이다.

## 생애
김재규와의 인연은 1946년 이후 사제지간의 연으로 거슬러 올라간다. 김재규가 군에서 잠시 면직을 당해 대구의 대륜중학교에서 교사생활을 하고난 뒤 군대로 복귀하였을 때 박선호가 입학하였지만, 학교에는 김재규의 군인시절 기개 높은 이야기가 전설처럼 퍼져있었다. 그러한 김재규에 대해 호감과 존경을 늘 가지고 있었던 박선호는 이후 군에서 김재규와 만나게 된다. 6.25 한국 전쟁이 끝날 무렵 해군사관학교에 입학하고 졸업 후에는 해군 보병 대령까지 지냈다가 1974년 예편하고 1976년 김재규의 추천으로 중앙정보부 의전과장이 되었다. 1979년에는 중앙정보부 의전과 과장 직위를 사퇴할 생각을 하였으나 우연찮게 10.26 사태가 터지고 그 다음날 오후 계엄사에 연행되어 재판 끝에 사형 선고를 받고 이듬해 1980년 5월 24일 사형(교수형) 집행되었다.

## 학력
- 김천국민학교 졸업(1946년)
- 대륜중학교 졸업(1949년)
- 대륜고등학교 졸업(1952년)
- 대한민국 해군사관학교 12기(1958년)
- 대한민국 육군보병학교 졸업(1959년)
- 대한민국 해병병과학교 수료(1959년)
- 미국 미주리 종합군사학원 수료(1960년)
- 대한민국 국방대학교 행정학사 10기(1965년)

## 박선호를 연기한 배우들
- 드라마 - 《제4공화국》(1995년, MBC) : 이동신
- 드라마 - 《코리아게이트》(1995년, SBS) : 천호진
- 드라마 - 《제5공화국》(2005년, MBC) : 김혁
- 영화 - 《그때 그사람들》(2005년) : 한석규
- 영화 - 《남산의 부장들》(2019년) : 이도국
- 영화 - 《행복의 나라》(2024년) : 임철형